# Las obras de ayer (2002)
La grabación de este DVD se realizó principalmente el sábado 24 de agosto de 2002 en el Teatro Coliseo (Buenos Aires, Argentina). Como es costumbre, el nombre del espectáculo forma un juego de palabras, en este caso, "Las Sobras de Ayer".
El espectáculo fue filmado el 24 de agosto de 2002
El contenido extra:
El regreso fue filmado 4 de noviembre de 1983 en el Teatro "Teresa Carreño", Caracas, Venezuela. La obra pertenece al espectáculo Por Humor Al Arte
Fly Airways y Don Juan De Mastropiero fueron filmadas en febrero de 1992 en el Teatro Ollin Yoliztli, México DF, México. Las obras forman parte del espectáculo El Reír De Los Cantares 

## Contenido
- La balada del 7º regimiento (Canciones en el frente)
- El explicado (Gato didáctico)
- Pepper Clemens sent the messenger: nevertheless the reverend left the herd (Ten-step).
- Quien conociera a María amaría a María (Cancíón con mimos).
- San Ictícola de los Peces (Tarantela litúrgica).
- Canción a la Independencia de Feudalia (Marcha Atrás).
- Cantata del adelantado Don Rodrigo Díaz de Carreras, de sus hazañas en tierras de Indias, de los singulares acontecimientos en que se vio envuelto y de cómo se desenvolvió (Cantata).

## Contenido Extra
- El regreso (Escena de película)
- Fly Airways (Aires aéreos)
- Don Juan Tenorio o el Burlador de Sevilla (Duo de barítono y tenorio).
- Selección de bailarines (Comedia musical)

## Comentarios
Esta grabación se realizó en distintos lugares:
- Obras 1, 2, 3, 4, 5, 6 y 7 en el Teatro Coliseo, Buenos Aires (Argentina), 24 de agosto de 2002.
- Obra 8 en el Teatro Teresa Carreño, Caracas (Venezuela), 4 de noviembre de 1983 (Pertenece al espectáculo Por humor al arte).
- Obras 9, 10 y 11 en el Teatro Ollín Yoliztli, México DF (México), febrero de 1992 (Pertenecen al espectáculo El reír de los cantares).

## Información del DVD
- Acceso directo a escenas.
- Subtítulos en español, inglés y francés.
- Color.
- Duración: 105 min.
- Sonido estéreo Dolby digital